# Carangoides dinema
Carangoides dinema är en fiskart som beskrevs av Bleeker, 1851. Carangoides dinema ingår i släktet Carangoides och familjen taggmakrillfiskar. Inga underarter finns listade.